# 유하 캉쿠넨
유하 마티 펠레르보 캉쿠넨(Juha Matti Pellervo Kankkunen, 1959년 4월 2일 ~ )은 핀란드의 랠리 자동차 경주 선수이다. 1983년부터 2002년까지 월드 랠리 챔피언십에 출전하면서 23개 랠리를 우승하고 4번의 월드 드라이버 챔피언을 달성하여 세바스티앵 뢰브와 세바스티앵 오지에 이전에 가장 많은 챔피언십 우승을 달성한 WRC 선수였다.
1983년 토요타 팀 유럽과 계약하고 세번째 해에 첫 랠리 우승을 달성했다. 1986년 디펜딩 챔피언이었던 푸조와 계약하고 그해 챔피언십을 우승하며 당시 최연소 드라이버 챔피언을 기록했다. 그룹 B의 WRC 퇴출 이후 란치아와 토요타를 오가며 1993년까지 세 번의 챔피언십을 더 우승했다. 토요타의 제조사 실격 이후 1997년 포드 소속으로 복귀하였으며, 1999년 스바루로 옮겼다. 2002년에 잠시 현대 소속으로 출전한 후 은퇴하였다.
캉쿠넨은 WRC 외에도 1988년 다카르 랠리와 1988년, 1991년 레이스 오브 챔피언스를 우승했다.